# Преподобни Христофор
Преподобни Христофор је хришћнски светитељ.
Православна црква прославља преподобног Христофора 30. августа.
Јован и Софроније, у њиховој књизи "Лимонар" о њему наводе: „Када бејасмо у Александрији ми одосмо к ави Теодулу који се налажаше у Светој Софији што је у Фанаги; и старац нам исприча, говорећи: У киновији преподобног оца нашег Теодосија, која се налази у пустињи светог Христовог града Јерусалима, ја се постригох у монаштво, и тамо сретох великога старца, по имену Христофора, родом Римљанина. Једнога дана ја му се поклоних, говорећи: Покажи љубав, оче, па ми испричај какве си подвиге имао од дана младости своје. - Пошто га дуго и веома усрдно мољах, старац увиде да ја то чиним ради душевне користи, па ми стаде причати о себи овако:
Када се одрекох света, чедо, ја имађах велику љубав и усрђе к монашком подвигу: дању сам обављао послушања, а касно увече одлазио сам у пештеру, у којој су раније имали обичај молити се преподобни Теодосије и остали свети оци. Улазећи у пештеру, ја сам правио сто метанија, и на свакој степеници падао ничице пред Богом; а степеница има осамдесет. Ушавши у пештеру, ја сам остајао у њој молећи се, док не би ударило клепало за јутарње богослужење; и тада сам излазио из пештере и одлазио у цркву.
У таквом подвигу проведох једанаест година, никада не мењајући ово правило, подвизавајући се с великим пошћењем и чувањем помисли, трудећи се телом у послушањима која су ми налагана, и трпећи сваку оскудицу због сиромаштвољубља мог. Но једне ноћи, када дошавши к пештери обавих по обичају моја коленопреклона мољења на степеницама, и стигох до последње степенице, ја стадох: неочекивано се нађох у екстази, у заносу, и угледах сву пештеру пуну кандила, од којих једна гораху а друга не. Видех такође и два светлолика човека у белим хаљинама, који хођаху и удешаваху кандила, и ја их упитах: Зашто сте поставили овде та кандила, те не могу од њих да уђем и да се помолим? - Они ми одговорише: Ово су кандила отаца који се труде Богу. - А ја их онда упитах: Зашто једна кандила горе а друга не горе? - Они ми одговорише: Који усрдно служе Господу упалише кандила своја, а лењивци не упалише. - Ја им се онда поново обратих: Имајте љубави па ми кажите: гори ли моје кандило или не? - Они ми одговорише: Труди се и моли се, па ћемо га упалити. - А ја рекох: Ја се свагда молим, и ништа друго до овог времена не радих.
После ових речи ја дођох к себи и више никога не видех. Онда рекох себи: О Христофоре! потребни су ти велики трудови, да би упалио своје кандило! - И сутрадан ујутру ја изиђох из свог манастира и кренух на Синајску гору, не поневши ништа са собом сем одеће која беше на мени. И пошто проведох педесет година на Синајској гори у многим трудовима и подвизима, к мени дође глас који ми говораше: "Христофоре", иди у свој манастир у коме си се раније подвизавао, да се тамо упокојиш са оцима својим". - Испричавши то о себи, преподобни Христофор поживе после тога мало, па предаде свету душу своју у руке Божије”.
У истом делу Јован и Софроније наводе Христофорове речи „Једнога дана изиђох из манастира свог у свети град Јерусалим да се поклоним и целивам животворни Крст Господњи. И када бих тамо и поклоних се, излазећи ја видех неког брата који стајаше на вратима сред црквене порте, па нити улажаше нити излажаше. А видех и два гаврана који без страха лећаху испред његовог лица, налећући крилима својим на лице његово, и не даваху му да уђе. Ја познах да су ти гаврани - демони, и рекох том брату: "Кажи ми, брате, због чега стојиш насред врата, и не улазиш?" Он ми одговори: "Прости ми, оче, опхрвали ме помисли; један ми помисао вели: иди и поклони се чесноме Крсту и целивај га; а други ми вели: не, немој! него најпре иди и сврши посао свој, па ћеш другом приликом доћи и поклонити се". Чувши то, ја узех тог брата за руку и уведох у цркву, и тог часа ишчезоше она два гаврана; и предложих брату том, те се поклони часноме Крсту и светоме Гробу Господњем, па га отпустих с миром.”